# Pinckneya bracteata
Pinckneya bracteata är en måreväxtart som först beskrevs av John Bartram, och fick sitt nu gällande namn av Constantine Samuel Rafinesque. Pinckneya bracteata ingår i släktet Pinckneya och familjen måreväxter. Inga underarter finns listade i Catalogue of Life.